# Noosfera

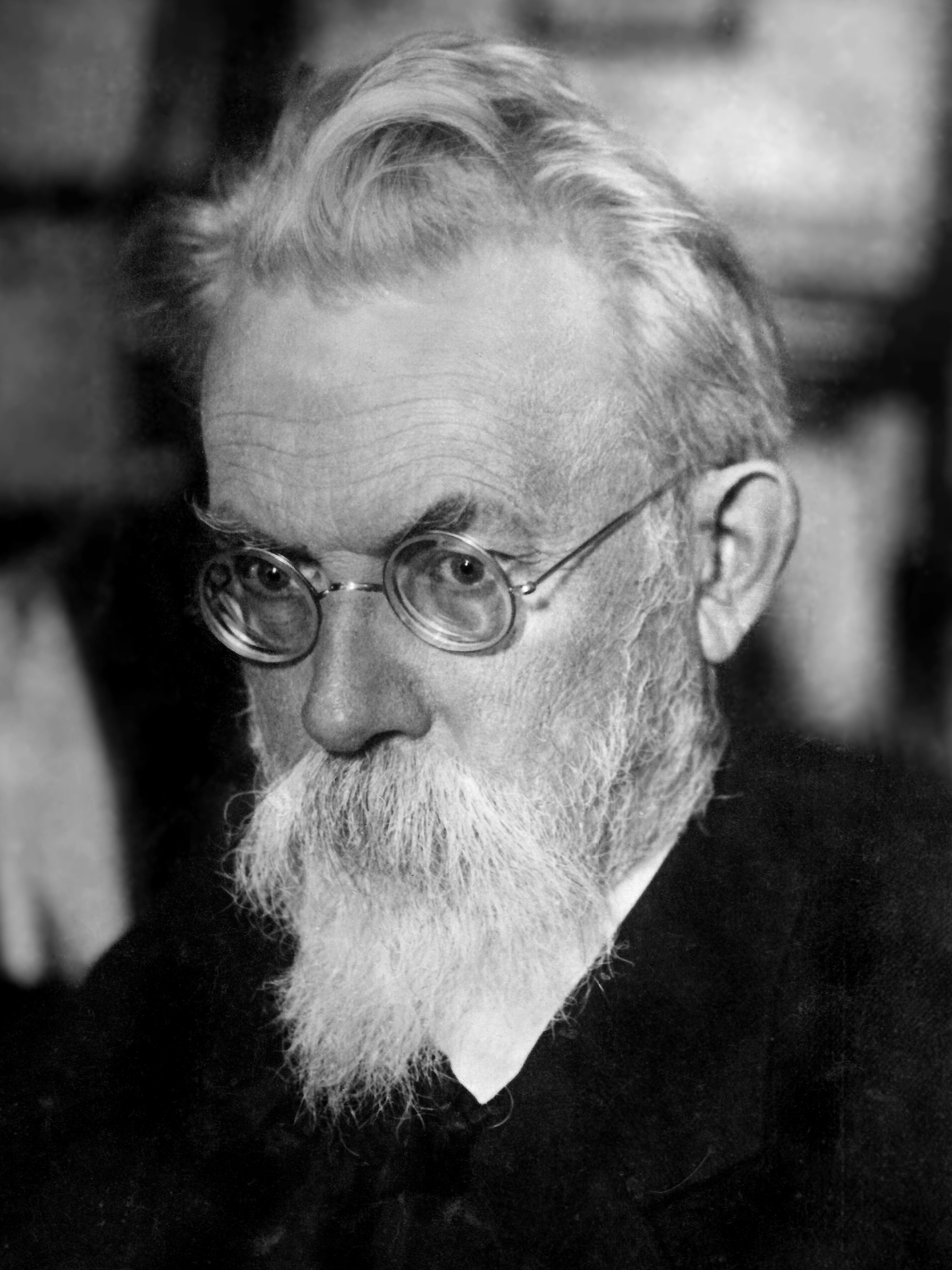
Vladímir Vernadski
12 de marzo de 1863 - 6 de enero de 1945. Teórico de la Noosfera.

La noosfera o noósfera (del griego noos (νόος ), inteligencia, y esfera (σφαῖρα)) es el conjunto de seres vivos dotados de inteligencia, según Vladímir Vernadski. El diccionario de la Real Academia Española lo define como el «conjunto de los seres inteligentes con el medio en que viven».

## Teorías
Vladímir Vernadski elaboró la teoría de la noosfera como contribución esencial al cosmismo ruso. En dicha teoría, la noosfera es la tercera de una sucesión de fases del desarrollo de la Tierra, después de la geosfera (materia inanimada) y la biosfera (vida biológica). Tal como la emergencia de la vida ha transformado la geosfera, la emergencia de la cognición humana transforma la biosfera. En contraste con las concepciones de los teóricos de Gaia o de los promotores del ciberespacio, la noosfera de Vernadski emerge en el punto en donde el género humano, mediante la maestría en los procesos nucleares (energía nuclear), es capaz de crear recursos mediante la transmutación de elementos.
Vernadsky adaptó la noción de Noosfera de Teilhard para ayudar a explicar la naturaleza y las implicaciones de la creciente intervención humana en los ciclos biogeoquímicos planetarios. Pierre Teilhard de Chardin (1881-1955). Teilhard explica la noosfera como un espacio virtual en el que se da el nacimiento de la psiquis (noogénesis), un lugar donde ocurren todos los fenómenos (patológicos y normales) del pensamiento y la inteligencia.
Para Teilhard, la evolución tiene igualmente tres fases o etapas: la geosfera (o evolución geológica), la biosfera (o evolución biológica), la noosfera (o evolución de la conciencia universal). Esta última, conducida por la humanidad, alcanzará la última etapa de la evolución en la cristósfera. 
También entiéndase que la noosfera es el estado que conduce la energía liberada en el acto del pensamiento. Está a la altura de las cabezas humanas interconectando toda la energía del pensamiento y generando la conciencia universal[cita requerida].

«Creo que el Universo es una Evolución. Creo que la Evolución va hacia el Espíritu. Creo que el Espíritu se realiza en algo personal. Creo que lo Personal supremo es el Cristo Universal».
Pierre Teilhard de Chardin 

## Coincidencias y diferencias entre Vernadski y Teilhard
Ambos, Vernadski y Teilhard, coinciden en el proceso, aunque la última etapa señala objetivos totalmente distintos:
- Para Vernadski, la última etapa es una visión del pensamiento científico que acelera, modifica y va tomando el control de lo "natural", y en la cual nunca discute un posible fin de la noosfera.
- Para Theilhard, el lado psíquico de la materia se vuelve determinante, para apuntar así a la culminación de un proceso en donde la Tierra-noosfera es reemplazada por una super-mente, significando de este modo la realización del espíritu en la Tierra.

## Noocracia
El reciente conocimiento de los ecosistemas y del impacto humano en la biosfera ha conducido a un vínculo entre la noción de sostenibilidad con el de coevolución  y con la armonización de la evolución cultural y biológica. En este contexto, el resultante sistema político será referido entonces como una noocracia.  Ya Sócrates había sugerido este sistema.
El teórico estadounidense Ken Wilber (1995) trata esta tercera evolución de la noosfera. En su trabajo Sexo, ecología y espiritualidad (1995) construye varios de sus argumentos sobre la emergencia de la noosfera y la continua emergencia de subsiguientes estructuras evolutivas.